# 平成DODONPAラジオ
平成DODONPAラジオ （へいせいドドンパラジオ）は、かつて西日本放送で放送されていた日曜午後時間帯のラジオ番組。

## 備考
- DOKKIN!生生これでいこいこの日曜版。
- ジョン・ローン溝渕の本業は銀行員である。
- 番組の有名リスナーに「オマー」がいる。

## コーナー
- 超短波アワー
- クイズ
- ベスト10
- 2001円宇宙の旅